# آرون تراير
آرون تراير  (بالإنجليزية: Aaron Trahair)‏ مواليد 3 فبراير 1976، هو لاعب كرة سلة أسترالي بدأ مسيرته الاحترافية في سنة 1994. اعتزل اللعب في 2008.